# Manosphère
La manosphère, au sein de la sphère masculiniste, désigne un ensemble de communautés en ligne où des hommes se retrouvent entre eux pour parler de problèmes qu'ils considèrent « typiquement masculins », et ouvertement revendiquer certains stéréotypes de genre et une haine des femmes,.
Ce mouvement et sa rhétorique antiféministe se sont rapidement développés dans la bulle de filtres masculiniste d'Internet, et dans certains réseaux sociaux qui leur ont fait « chambre d'écho », dont par exemple dans le forum Blabla 18-25 du site Jeuxvideo.com ou sur certains sous-forums de Reddit.
Céline Morin considère que la manosphère revisite et poursuit l’histoire déjà ancienne de l’antiféminisme. Après s’être opposé au droit de vote des femmes (années 1930), avoir dénoncé la contraception et l’avortement (années 1960), accusé l’injustice de la garde des enfants après le divorce (années 1980 et 1990), puis enfin disqualifié le « mariage pour tous », la construction sociale du genre et l’ouverture des droits reproductifs (surtout depuis les années 2010), l’antiféminisme — dans sa version portée par les réseaux sociaux — dénonce l’idéologie d’une société qui, à ses yeux, serait dorénavant « gynocentrée », et où les intérêts des femmes, des filles et des personnes non cisgenres (personnes transgenres, par exemple) l’emporteraient sur le bien commun et réduiraient à peu de chose le pouvoir des hommes (et des garçons) qui organisait la société jusque-là.
Les mouvements vont jusqu’à produire et colporter des théories du complot selon lesquelles le féminisme ne rechercherait pas l'égalité des sexes — qui serait déjà pleinement atteinte —, mais le contrôle des hommes par les femmes. Ils estiment souvent que les féministes piloteraient les gouvernements mondiaux (négligeant leur sous-représentation constatée dans toutes les fonctions électives). Il est fréquent que dans les forums où s'exprime la manosphère, sous l'influence de vidéos et théories du complot, cette haine des femmes aille de pair avec un rejet des étrangers qui, par leur immigration ou leur taux de natalité, menaceraient l'identité « blanche »,.
La manosphère a connu un fort développement à partir de 2017 à la suite du mouvement metoo, un véritable « backlash » (retour de bâton) théorisé par Susan Faludi,.
Dans divers pays, certains de ces groupes misogynes (et bien souvent de surcroît suprémacistes et haineux),,,,,, ont lancé des attaques et campagnes de cyberharcèlement coordonnées contre des femmes youtubeuses, bloggeuses ou des journalistes féministes ; certains de leurs membres ont été à l'origine de crimes largement médiatisés, pouvant aller jusqu'aux attentats sous forme de tueries de masse. L'organisation caritative britannique anti-extrémisme Hope not Hate a inclus la manosphère dans son rapport « State of Hate ».

## Communautés
L’Institut de recherche Data & Society considère que les sous-cultures les plus importantes de la manosphère incluent les activistes du mouvement des droits des hommes (Men’s Rights Activists) et les Pick Up Artists. Toutefois, la manosphère inclut plusieurs autres communautés comme les incels, les antiféministes et les groupes masculinistes revendiquant les droits des pères. Ces groupes ressentent de l’aversion par rapport au féminisme, ils présument que ce mouvement s’attaque à la masculinité et renforce la censure. La manosphère inclut au moins deux sous-communautés s'estimant vivre dans un monde  gynocentrique qui favoriserait les femmes et aurait des préjugés contre les hommes ; ils se sentent particulièrement victimes d’une supposée « fémocratie » où les hommes seraient soumis aux femmes et au féminisme. Ces deux sous-communautés — incel et MGTOW — ont attiré l'attention en raison de faits d'apologie de la violence et d'usage de violence psychologique et/ou physique par certains de leurs membres (voir ci-dessous).

### La communautéincel
La communauté incel est composée de célibataires misogynes et souvent haineux, dont plusieurs membres ont été à l'origine de tueries de masses comme la tuerie d'Isla Vista en 2014.

### La communauté MGTOW
Les séparatistes masculins dits MGTOW (Men Going Their Own Way ou « hommes suivant leur propre voie »), encore plus misogyne, antiféministe et haineux,,.

### Les activistes des droits des hommes (Men's Rights Activists)
Le mouvement des droits des hommes a débuté à la fin des années 1960. Ce groupe se différencie du mouvement de libération des hommes, qui soutient le mouvement féministe. La croyance fondamentale du mouvement des droits des hommes est que les hommes occidentaux sont à risque de marginalisation et qu’ils tiennent pour responsable le mouvement féministe. Ils croient que les féministes utilisent la désinformation, la rectitude politique et un programme progressiste pour cacher la vérité au public. Les activistes du mouvement des droits des hommes luttent pour la reconnaissance et la justice quant aux problématiques spécifiques aux hommes. Les activistes des droits des hommes militent pour acquérir des meilleurs services pour venir en aide aux hommes affectés par certains enjeux sociaux comme la surreprésentation des hommes en ce qui concerne le décrochage scolaire, les accidents de travail et l’itinérance.

### Les Pick Up Artists
Les Pick Up Artists composent une communauté qui cherche à améliorer les compétences individuelles des hommes en regard de romance et de séduction auprès des femmes. Les Pick Up Artists avancent un apprentissage de méthodes de séduction afin de réussir au sein de cette communauté, cette méthode se nomme le « game ». Dans un documentaire produit par Télé-Québec, un membre des Pick Up Artists témoigne que le « game » se divise par le « inner game » et le « outer game ». Il explique que le « inner game » concerne un travail de soi par rapport à la personnalité, l’égo et les traumatismes et le « outer game » concerne les interactions et la communication avec les femmes.

## Histoire
Le chercheur Manoel Horta Ribeiro et ses co-auteurs observent qu'entre 2000 et 2020, les communautés de Pick-Up Artists (jeunes hommes souvent d'une vingtaine d'années, n'ayant pas réussi à établir de contact avec les filles à l’adolescence, se « vengeant » ensuite en multipliant les conquêtes d’un soir, certains présentant les femmes comme du prêt-à-consommer et à jeter) et les militants pour les droits des hommes se sont radicalisées.
En 2020, ces deux communautés semblent dépassées par des communautés plus extrémistes comme les Incels et les Men Going Their Own Way, qui ont absorbé un nombre substantiel d'utilisateurs autrefois actifs dans des communautés plus « douces ».

Ces chercheurs suggèrent que ces communautés récentes, qui s'appuient souvent sur des théories du complot sont plus toxiques et misogynes que les anciennes. Le sexisme étant condamné par les élites politiques et culturelles, l'exprimer fait en outre paraître rebelle et insurgé.

### Idéologies politiques
Se prétendant souvent apolitiques, les mouvements masculinistes, Incels et MGTOW en particulier, ont cependant été alternativement associés au libertarianisme de droite et à l'alt-right (extrême droite américaine),. Certains sont ouvertement violents, mais ceux qui ont des « discours policés, calibrés pour être plus socialement acceptables, sont souvent les plus insidieux. Ils s’enrobent de statistiques et de faits (il y a plus de garçons décrocheurs, plus d’hommes itinérants) détournés de leur sens pour mieux servir une thèse plus générale à coups de sophismes et de fausses équivalences ».
Au sein du masculinisme se distinguent néanmoins plusieurs courants distincts d'extrême droite. Il existe un masculinisme identitaire, suprémaciste blanc, surtout en Europe de l'Est, mais il existe aussi en France un masculinisme proche du courant néo-nazi reprenant à son compte la théorie du grand remplacement de Renaud Camus,. Ces liens entre néo-nazisme et masculinisme sont soulignés par Europol dans son rapport daté de 2020 European Union Terrorism Situation and Trend report (TE-SAT) dans lequel on peut lire que "[selon les masculinistes] le féminisme aurait été inventé pour distraire les femmes de leur rôle ‘naturel’ de mères, et est par conséquent blâmé pour la chute des taux de natalités dans les pays de l’Europe occidentale, ce qui a finalement permis l’immigration".
L'existence de ces courants idéologiques au sein de la nébuleuse masculiniste a conduit Europol a classer les groupes masculinistes comme des groupes potentiellement terroristes.
Néanmoins une partie du courant masculiniste est parvenu à intégrer le jeu politique institutionnel que ce soit en arrivant à intégrer des partis politiques établis ou en réussissant à infléchir leur discours afin qu'ils reprennent leurs thèses. Ainsi comme le souligne Safia Kessas dans une chronique sur RTBF le parti Vox en Espagne utilise cette rhétorique pour dynamiser ses campagnes.
[Les violences sexistes et sexuelles] sont considérées comme cause nationale et font consensus. La loi pionnière contre ce phénomène qui tue, selon les statistiques officielles, environ 50 femmes par an, avait été adoptée en 2004 à l’unanimité par le parlement. Chaque féminicide par son conjoint ou ex-conjoint est largement couvert dans les médias et condamné par la classe politique. Ainsi, ce parti, veut remettre en débat ce qui faisait consensus, renverser ce qui semble acquis face à un mouvement féministe qui s’est considérablement renforcé en Espagne
De la même façon Donald Trump lors de sa campagne pour l'élection présidentielle de 2024 s'est rapproché d'influenceurs masculinistes. En France cette porosité entre le jeu institutionnel et la manosphère s'observe également, ainsi Julien Rochedy, ancien dirigeant du mouvement de jeunesse du RN, s'est reconverti en influenceur masculiniste et propose des formations en ligne. Cette aspect entrepreneurial constitue le deuxième pendant de cette idéologie, cette fois plus orienté vers une forme d'individualisme de droite mettant l'accent sur la libre entreprise et le libéralisme économique,. Ces liens sont également financiers, les gouvernements conservateurs ou d'extrême droite pouvant décider de subventionner des groupes antiféministes, ainsi comme le révèle le rapport copublié en 2023 par l'ONG Equipop et l'institut du genre "Les mouvements anti droits s’organisent au niveau transnational et mondial, soutenus par des réseaux de financement et ce notamment par des fonds publics. En Espagne, entre 2014 et 2018, ont été versés 1,8 million d’euros à destination de 5 organisations antiavortement. En Hongrie, le cabinet de Viktor Orbán a versé 2,53 millions d’euros entre 2018 et 2020 au Centre hongrois pour les droits fondamentaux, qui lutte active ment contre la Convention d’Istanbul (Convention du Conseil de l'Europe sur la prévention et la lutte contre la violence à l'égard des femmes et la violence domestique)".

## Radicalisation
Les individus qui joignent les groupes formant la manosphère cherchent une source d’aide et de communauté, la manosphère recrute majoritairement les hommes en situation de vulnérabilité. Les hommes approchent parfois ces groupes lorsqu’ils souffrent de rejet et d’exclusion par leurs pairs et par la société. Le recrutement se fait via les réseaux sociaux, incluant les forums de musculation et les diffusions en direct de jeux électroniques. Le Southern Poverty Law Center considère que les groupes suprématistes masculins opèrent au sein de la manosphère et ils promeuvent une idéologie haineuse. Selon un article publié par le journal Homeland Security Affairs, chaque communauté de la manosphère comporte une identité sociale unique qui se situe sur le spectre d’idéologies modérées à extrêmes. Les réseaux sociaux ont une grande incidence quant à la diffusion à grande échelle des idées de la manosphère. Par exemple, c’est à cause de divulgations d’articles provenant de diverses sources médiatiques que le site web masculiniste Return of Kings, fondé par Roosh V, a attiré entre 40 000 à 100 000 visiteurs par jour (janv, fév 2015). De plus, les membres de la manosphère utilisent les médias sociaux pour diffuser des rumeurs et des informations privées, ce qui qualifie de cyberintimidation et de ciblage personnel.

## Réponses et réactions
Face à cette forte présence masculiniste en ligne et à sa grande visibilité, il faut en moyenne 15 minutes pour se voir proposer du contenu masculiniste sur instagram, plusieurs personnalités appellent à la responsabilité des plateformes (modération et algorithmes), ainsi qu'à la mise en œuvre de mesures d'ampleur contre ce phénomène de société. Alice Apostoly (fondatrice de l'institut du genre) propose ainsi cinq axes de réformes et plus d'une quarantaine de mesures qu'elle détaille dans son rapport Contrer les discours masculinistes en ligne : urgence en France et dans l'UE,.
L'un des problèmes principaux selon ce rapport est que les réseaux sociaux ont intérêt, économiquement parlant, à accueillir de violentes polémiques, ces dernières attirant un grand nombre d'utilisateurs multipliant d'autant leurs revenus publicitaires.
De nombreuses difficultés se posent à la régulation des contenus en ligne et la nomination de Michel Barnier et de son gouvernement en 2024 ont contribué à renforcer l'inquiétude des groupes féministes en la matière.
En réponse à cette proposition de renforcer la régulation des contenus sur les réseaux sociaux, les masculinistes invoquent le principe de la liberté d'expression. C'est par exemple le cas de Jordan Peterson, figure de la manosphère, qui invoque cette liberté pour refuser d'utiliser un pronom neutre pour les étudiants transgenres. Usbek & Rica note que cette liberté d'expression est « à géométrie variable », puisque Perterson, dans le même temps, appelle au boycott des professeurs « néo-marxistes postmodernes ».